# Kletternattern
Die Kletternattern (Elaphe) sind eine Schlangengattung aus der Unterfamilie der Eigentlichen Nattern (Colubrinae) innerhalb der Familie der Nattern (Colubridae). Sie sind von Südosteuropa bis Südostasien verbreitet.

## Merkmale und Lebensweise
Kletternattern sind land- und teilweise baumbewohnend. Sie sind ovipar  und ihre Beschuppung ist leicht gekielt mit von Art zu Art stark variierenden Farben und Mustern. Die Kletternattern haben eine Länge von etwa 60 cm (Steppennatter Elaphe dione) bis 250 cm (Elaphe moellendorffi und Schönnatter Elaphe taeniura).

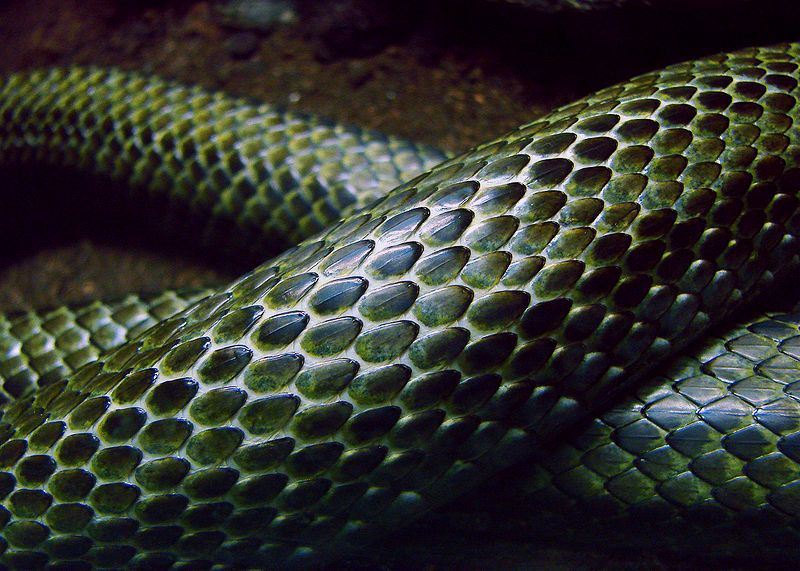
Beschuppung einer Insel-Kletternatter (Elaphe climacophora)
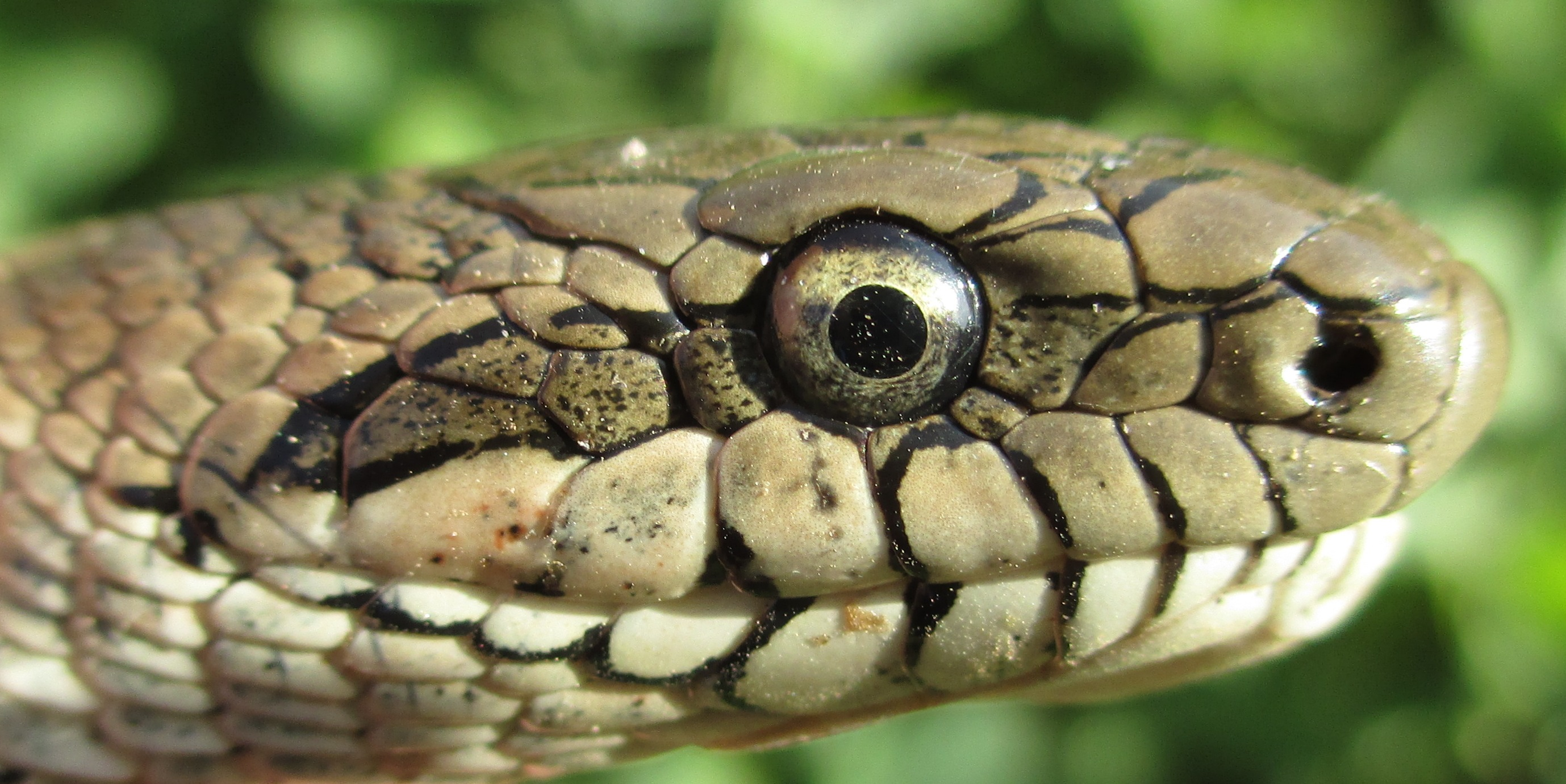
Kopf einer Steppennatter (Elaphe dione)
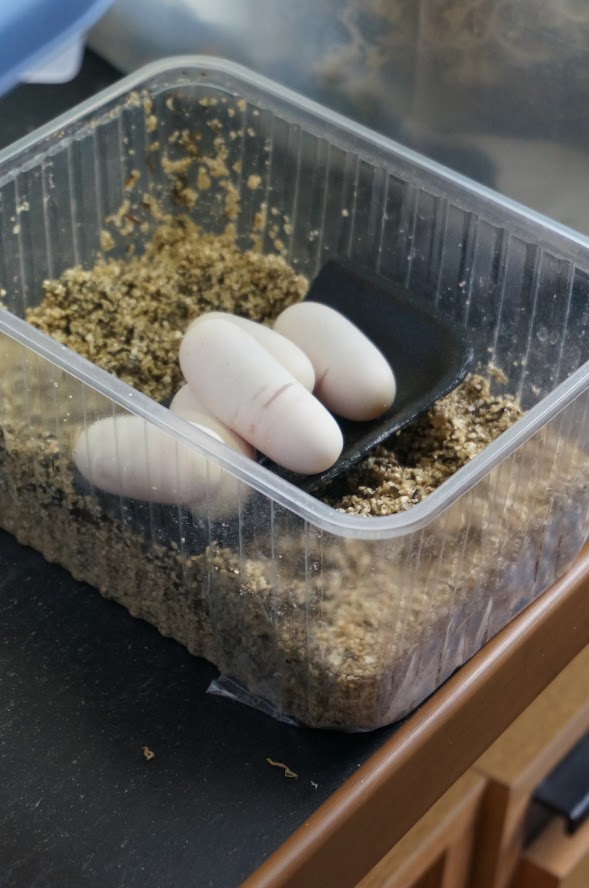
Eier der Steppennatter
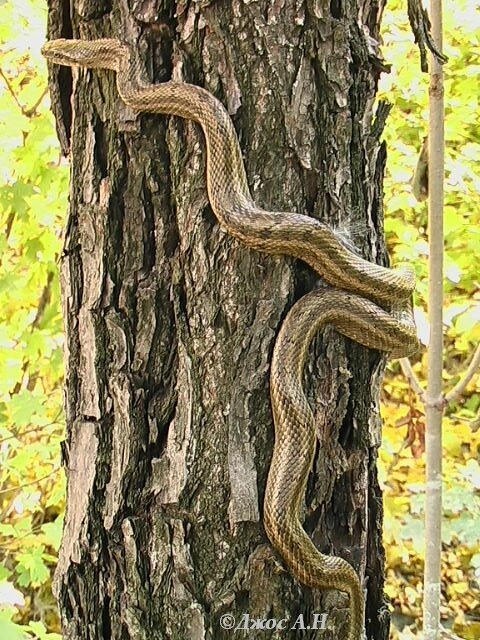
Kletternde Steppennatter

## Verbreitungsgebiet und Gefährdungsstatus
Kletternattern sind von Südosteuropa bis Südostasien verbreitet. Die IUCN stuft die Art Elaphe moellendorffi als gefährdet ein und die Vierstreifennatter (Elaphe quatuorlineata) als potentiell gefährdet. Alle anderen Arten für die eine Bewertung vorliegt gelten als nicht gefährdet.

## Systematik
Die Gattung wurde 1833 von dem österreichischen Zoologen Leopold Fitzinger erstbeschrieben und umfasste zeitweise über 30 Arten, die sich über mehrere Kontinente (Asien, Europa, Amerika) verteilten. Nach Untersuchungen von Helfenberger (2001) und Utunger u. a. (2002) wurden einige Arten anderen Gattungen zugewiesen. Zuletzt schlugen Collins & Taggart (2008) eine neue Einteilung vor und eine neue Gattung Mintonius.
Stand Mai 2023 werden der Gattung in der Reptile Database 18 Arten zugeordnet. Im Folgenden sind diese nach Taxon geordnet gelistet, zusammen mit dem Trivialnamen, den Autoren, dem Datum der Erstbeschreibung und dem Hauptverbreitungsgebiet. Bei Arten deren Erstbeschreibung ursprünglich unter einer anderen Gattung geschah, ist Autor und Jahr eingeklammert.
| Bild                                                 | Trivialname                   | Taxon                 | Erstbeschreibung                                                      | Verbreitungsgebiet | IUCN |
| ---------------------------------------------------- | ----------------------------- | --------------------- | --------------------------------------------------------------------- | --- | ---- |
| Elaphe anomala                                       |                               | Elaphe anomala        | (Boulenger, 1916)                                                     | Ostchina, Innere Mongolei |      |
| Elaphe bimaculata                                    | Zweifleck-Kletternatter       | Elaphe bimaculata     | Schmidt, 1925                                                         | Ostchina, Innere Mongolei | 2021 |
|                                                      | Östliche Kletternatter        | Elaphe cantoris       | (Boulenger, 1894)                                                     | Bhutan, Nepal, Tibet, Myanmar |      |
| Gekielte Kletternatter (Elaphe carinata)             | Gekielte Kletternatter        | Elaphe carinata       | (Günther, 1864)                                                       | China, Taiwan, Nordvietnam, Sakishima-Inseln in Japan                                                                                                 |      |
| Elaphe climacophora                                  | Insel-Kletternatter           | Elaphe climacophora   | (Boie, 1826)                                                          | Japan | 2021 |
|                                                      | Davids Kletternatter          | Elaphe davidi         | (Sauvage, 1884)                                                       | China, Nordkorea |      |
| Steppennatter (Elaphe dione) in Russland             | Steppennatter                 | Elaphe dione          | (Pallas, 1773)                                                        | Türkei bis Südkorea | 2021 |
|                                                      |                               | Elaphe druzei         | Jablonski, Ribeiro‐Júnior, Simonov, Šoltys & Meiri, 2023              | Israel, Libanon, Syrien |      |
| Juvenile Himalaya-Kletternatter (Elaphe hodgsoni)    | Himalaya-Kletternatter        | Elaphe hodgsoni       | (Günther, 1860)                                                       | Himalaya |      |
| Blumennatter (Elaphe moellendorffi)                  | Blumennatter                  | Elaphe moellendorffi  | (Boettger, 1886)                                                      | Südostchina, Nordvietnam | 2021 |
| Japanische Vierstreifennatter (Elaphe quadrivirgata) | Japanische Vierstreifennatter | Elaphe quadrivirgata  | (Boie, 1826)                                                          | Japan | 2021 |
| Vierstreifennatter                                   | Vierstreifennatter            | Elaphe quatuorlineata | (Lacépède, 1789)                                                      | Italien, Kroatien, Serbien, Slowenien, Albanien, Griechenland, Italien (Umbrien und nördlich der Toskana)                                             | 2021 |
| Fleckennatter (Elaphe sauromates) in der Ukraine     | Fleckennatter                 | Elaphe sauromates     | (Pallas, 1811)                                                        | Bulgarien, Türkei bis Kasachstan | 2021 |
| Elaphe schrenckii                                    | Amurnatter                    | Elaphe schrenckii     | Strauch, 1873                                                         | Amur-Gebiet, Nordostchina, Korea |      |
| Schönnatter (Elaphe taeniura)                        | Schönnatter                   | Elaphe taeniura       | Cope, 1861                                                            | China, Indien, Bhutan, Burma, Thailand, Laos, Kambodscha, Vietnam, Korea, Myanmar, West-Malaysia, Indonesien (Borneo, Sumatra), Japan (Ryūkyū-Inseln) |      |
| Elaphe urartica                                      |                               | Elaphe urartica       | Jablonski, Kukushkin, Avci, Bunyatova, Ilgaz, Tuniyev & Jandzik, 2019 | Armenien, Aserbaidschan, Türkei, Iran, Georgien, angrenzende Gebiete Russlands; auf -25 bis 2600 m                                                    |      |
|                                                      |                               | Elaphe xiphodonta     | Qi, Shi, Ma, Gao, Bu, Grismer, Li & Wang, 2021                        | Shaanxi (China) |      |
|                                                      |                               | Elaphe zoigeensis     | Huang, Ding, Burbrink, Yang, Huang, Ling, Chen & Zhang, 2012          | China (Sichuan) | 2021 |